# 데브라 패런티노

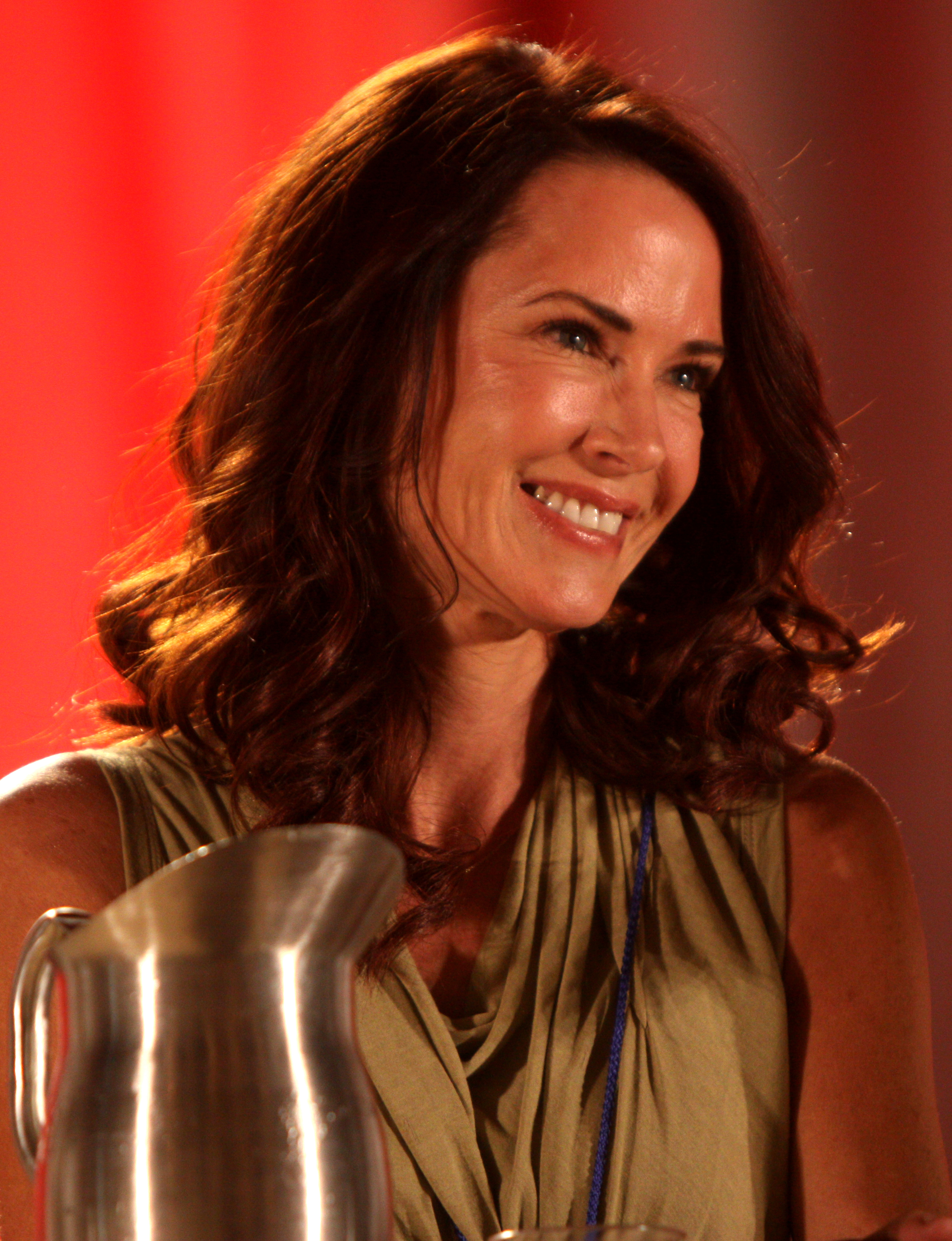

데브라 패런티노(Debrah Farentino, 1959년 9월 30일 ~ )는 미국의 모델, 배우이다. 제임스 패런티노의 세 번째 아내다.

## 출연 작품
- 블라인드 킬러 (2001년)
- 더 디스트릭트 (2000년)
- 가십 (2000년)
- 겟 리얼 (1999년)
- 시스터스 앤드 스트레인저스 (1997년)
- 홀리와 레이앤 (1996년)
- 어스 2 (1994년) - 드본 아데어 역
- 생존 특명 (1994년) - 드본 아데어 역
- 데드 에어 (1994년)
- 핑크 팬더 8 - 핑크 팬더의 아들 (1993년)
- 비정의 샌프란시스코 (1992년) - 사라 번스 역
- 벅시 (1991년)
- 정의의 수호자 (1990년)
- 위험한 살인 (1990년)
- 공포의 지하괴물 (1988년)
- 위험한 선택 (1988년)

### 텔레비전
- Storm of the Century (1999)
- CSI: 마이애미 (2003)
- 유레카 (2006-12)
- 일라이 스톤 (2008-09) - 엘런 웨더스비 역